# Pine Beach
Pine Beach est une municipalité américaine située dans le comté d'Ocean au New Jersey.
Lors du recensement de 2010, sa population est de 2 127 habitants. La municipalité s'étend sur 0,62 milles carrés (1,61 km2).
La ville devient un borough indépendant de Berkeley Township en 1925. Son nom signifie « la plage des pins » en anglais.